# ماء حلو (فلم)
ماء حلو (بالإنجليزية: Sweetwater) هو فيلم إثارة أمريكي غربي تم إنتاجه في سنة 2013 وهو من إخراج لوغان ميلر وبطولة جانيوري جونز وإد هاريس وجايسون إسحاق. عرض هذا الفيلم في مهرجان صاندانس السينمائي وحاز على تقييم 27% على موقع الطماطم الفاسدة.

## القصة
تدور أحداث في نهاية القرن 19 في الغرب الأمريكي وذلك عندما يغرم كبير السحرة نيو مكسيكو بإمرأة متزوجة وداعرة سابقاً فيسعى بعدها لتحويل حياتها إلى الجحيم لأجل الظفر بها.

## البطولة
- إد هاريس بدور الشريف كورنيليوس جاكسون
- جانيوري جونز بدور ساره راميريز
- جايسون إسحاق بدور بروفيت جوسياه
- إدواردو نورييغا بدور ميغيل راميريز
- ستيفن روت بدور هيو
- جايسون ألدين بدور دانييل
- ايمي ماديجان بدور السيدة بوفاري

## روابط خارجية
- مقالات تستعمل روابط فنية بلا صلة مع ويكي بيانات